# Иваненко, Виктор Евгеньевич
Иваненко Виктор Евгеньевич (род. 24 июня 1961, г. Львов, Украина) — спортсмен, мастер спорта международного класса СССР и Украины, заслуженный работник культуры и спорта Украины, тренер по пулевой стрельбе.

## Биография
Иваненко Виктор Евгеньевич родился 24 июня 1961 года в г. Львове, Украина, в семье военнослужащего. Отец — Завгороднюк Евгений Михайлович, родился в 1934 году, с семьёй не проживал. Мать — Иваненко Алла Павловна, родилась 10 января 1936 г. в селе Морозовское, Московской области.
- В 1968 году будущий спортсмен пошёл в первый класс.
- В 1974 г. — 13 лет перевёлся во Львовскую высшую школу-интернат спортивного профиля (ЛВШСМ) в отделение пулевой стрельбы к заслуженному тренеру Украины, Сикорскому Виктору Михайловичу.
- В 1975 — в 14 лет был зачислен в пистолетную группу к заслуженному тренеру Украины, Голубову Михаилу Дмитриевичу.
- В 1978 г. — окончил 10 класс (ЛВШСМ)и поступил в Высшее Львовское военно-политическое училище Ордена Красной Звезды. (ЛВВПУ)
- В 1981 г. в возрасте 20 лет впервые завоевал звание Чемпиона и рекордсмена Европы по пулевой стрельбе МП-8 с результатом 598 из 600 возможных. (скоростная стрельба г. Титоград, Югославия).[1]
- В 1982 г. на Кубке мира (Benito Juarez, Мексика) завоевал 5 медалей: 1 золотую, 2 бронзовые, 2 серебряные . В том же 1982 году на соревнованиях Куба (Гавана)стал рекордсменом с личным рекордом 599 очков из 600 возможных.
- В 1983 г. на Кубке мира (Benito Juarez Мексика) завоевал 7 медалей: 1 золотую, 3 серебряные и 3 бронзовые.
- В период с 1984—1995 спортивная карьера Виктора стремительно развивалась. Он участвовал во многих внутренних и международных соревнованиях, завоёвывая призовые награды и чемпионские титулы.
- В 1995 г. — завоевал титул бронзового призёра Military World Games в городе Рим, Италия.

В период спортивной карьеры с 1975—1998 Виктор многократно был призёром и Чемпионом УССР, СССР, международных соревнований, Чемпионата Европы, CISM, Кубков Мира. Является Мастером спорта Международного класса СССР и Украины.
Заслуженный работник культуры и спорта Украины.

## Личная жизнь
- Жена- Трощенкова Елена Арнольдовна, родилась 24.08.1958 г. в г. Первомайске Николаевской области. Окончила Львовскую консерваторию, по классу фортепиано.
- Дочь — Черновил Надежда, родилась 27.03.1980 г., окончила Художественное училище им. Грекова и Юридическую академию в г. Одессе, является куратором проекта IQTARGETS-АРТ.
- Внук — Андрей Черновил 1999 г. р.
- Внучка — София Черновил 2004 г. р.

## Тренерская карьера
С 1999 г. — 2008 г. старший тренер сборной команды Украины по пулевой стрельбе (пистолетная группа).
С 2000 года спортсмены Виктора Иваненко были участниками, призёрами и чемпионами международных соревнований.

### Спортсмены

#### Ткачёв Олег — ЦСКА[2]
```
Чемпионат Мира 
```

- 2002 г. — Лахти (Финляндия)

МП-8 585- 9-е место
```
Финал Кубка Мира
```

- 2003 г. — Милан(Италия)

МП-8 589, финал: 98.2 5-е место.
- 2004 г. — Банкок (Таиланд)

МП-8 586, финал: 100.7 4-е место
```
Кубок Мира
```

- 2003 г. — Форт Беннинг (США)

МП-8 587, финал: 99.9 1-е место
- 2004 г. — Сидней (Австралия)

МП-8 585, финал: 97.3 3-е место
- 2005 г. — Чангвонг (Китай)

МП-8 581, финал: 188 5-е место
```
Чемпионат Европы
```

- 2003 г. — Пилзень (Чехия)

МП-8 583 9-е место
- 2005 г. — Белград (Сербия)

МП-8 581, финал: 191.7 4-е место
```
XXVIII Олимпийские Игры
```

- 2004 г. — Афины (Греция)

МП-8 587, финал: 101.7 4-е место

#### Бондарук Роман- ДИНАМО[3]
```
Чемпионат Европы
```

- 2007 г. Гранада (Испания)

МП-8 587, финал: 195.3 2-е место
```
Кубок Мира
```

- 2006 г. Мюнхен (Германия)

МП-8 582, финал: 198.9 2-е место
- 2006 г.—Милан (Италия)

МП-8 585, финал: 195.2. 2-е место
- 2007 г.— Форт Беннинг (США)

МП-8 582, финал: 199.5 4-е место
```
XXVIIII  Олимпийские Игры
```

- 2008 г. — (Пекин, Китай)

МП-8 580, финал: 194.7 6-е место

#### Петрив Александр—ЦСКА[4]
```
Чемпионат Европы
```

- 2005 г. — Белград (Сербия)

МП-8 580, финал: 192.2. 5-е место
```
Кубок Мира
```

- 2000 г. — Мюнхен (Германия)

МП-8 587, финал: 95.8 7-е место
- 2006 г. — Гуанжоу(Китай)

МП-8 583, финал: 191.7 6-е место
- 2006 г. — Резенде (Бразилия)

МП-8 581, финал : 198 1-е место
- 2007 г. — Форт Беннинг (США)

МП-8 578, 8-е место
- 2008 г. — Резенде (Бразилия)

МП-8 580, финал: 191.3 6-е место
```
Финал Кубка Мира
```

- 2008 г. — Банкок (Китай)

МП-8 575, финал:197.8. 5-е место
```
XXVIIII Олимпийские Игры
```

- 2008 г. — Пекин (Китай)

МП-8 580, финал: 200.2 1-е место
- В 2004 году на XXVIII Олимпийских играх в Греции, Афинах, спортсмен Виктора Евгеньевича, Заслуженный мастер спорта Ткачёв Олег, завоевал право стрелять в финале. По окончании финала (МП-8 587+101.7=688.7) занял 4-е место[2].
- В 2008 году на XXVIIII Олимпийских играх в Китае (Beijing)

Заслуженный мастер спорта Петрив Олександр МП-8 (580+200.2=780.2), которого тренировал Виктор Евгеньевич, стал обладателем золотой медали.
На этих же соревнованиях заслуженный мастер спорта Бондарчук Роман МП-8 попал в финал и занял 6-е место.
- С 2013 г.-2017 г. Виктор Иваненко работал тренером женской национальной команды Катара по пистолету. Тренировал участниц Кубков Мира, призёрок и чемпионок национальных, арабских и азиатских соревнований:

```
  Nasra Mohammed
[
5
]

  AL KHATER Souad
[
6
]

  SALEM  Hanadi
[
7
]
```

- С 2018 по 2020 г. Виктор тренирует армейскую пистолетную мужскую команду в Индии.

Его спортсмены :
```
   Gurpreet Singh
[
8
]
 
   Neeraj Kumar
[
9
]

   Bhawesh Banna 
   Gurmeet
[
10
]
```

- Все спортсмены участники, призёры и чемпионы национальных и международных соревнований, азиатских и армейских CISM.